# Fu Xuan
Fu Xuan (pinyin; 傅玄; Fu Hsüan, Wade-Giles; 217. – 278.) bio je kineski pjesnik iz doba Zapadne dinastije Jin. U djetinjstvu je ostao siroče, ali je s vremenom zahvaljujući književnom talentu dobio slavu i bogatstvo. Napisao je esej kojim slavi inženjere Ma Juna i Zhang Henga i žali zbog toga što vlade nisu koristili talente takvih genija. Poznatiji je, međutim, po pjesmama u yuefu stilu u kojima često slavi žene.